# Myanmar Diaries – Flaschenpost aus Myanmar
Myanmar Diaries – Flaschenpost aus Myanmar ist ein myanmarisch-niederländisch-norwegischer Film in dokumentarischer Form unter der Regie von The Myanmar Film Collective aus dem Jahr 2022. Der Film hatte seine Weltpremiere am 13. Februar 2022 auf der Berlinale in der Sektion Panorama und erhielt dort den Dokumentarfilmpreis.

## Handlung
Myanmar Diaries zeigt Myanmar nach dem Militärputsch vom 1. Februar 2021 in filmischen Tagebüchern junger Oppositioneller: die Gewalt, den zivilen Ungehorsam und auch landesweite Proteste. Handyaufnahmen von Bürgerjournalisten zeigen das brutale und willkürliche Vorgehen der Militärs gegen Demonstrierende. Belanglos erscheinende Details erhalten eine entscheidende Bedeutung: Eine junge Frau in einem roten T-Shirt wird erschossen, weil diese Farbe als Zeichen des Protestes angesehen wird. Einige Filmszenen zeigen Filmschaffende in ihrem häuslichen Umfeld. Auch wenn sie ihre Gesichter nicht zeigen können, so werden ihre Wut und Trauer über den Verlust ihrer Freundin, ihre Angst vor Repression, aber auch ihre Hoffnung und Entschlossenheit spürbar. Zwar wurde die Aufbruchstimmung, die in den zehn vorausgehenden Jahren im Land herrschte, brutal niedergeschlagen, aber die Hoffnung ist nicht verloren gegangen. Der Film ist als Akt des Widerstands mit den Mitteln des Kinos zu sehen.

## Produktion

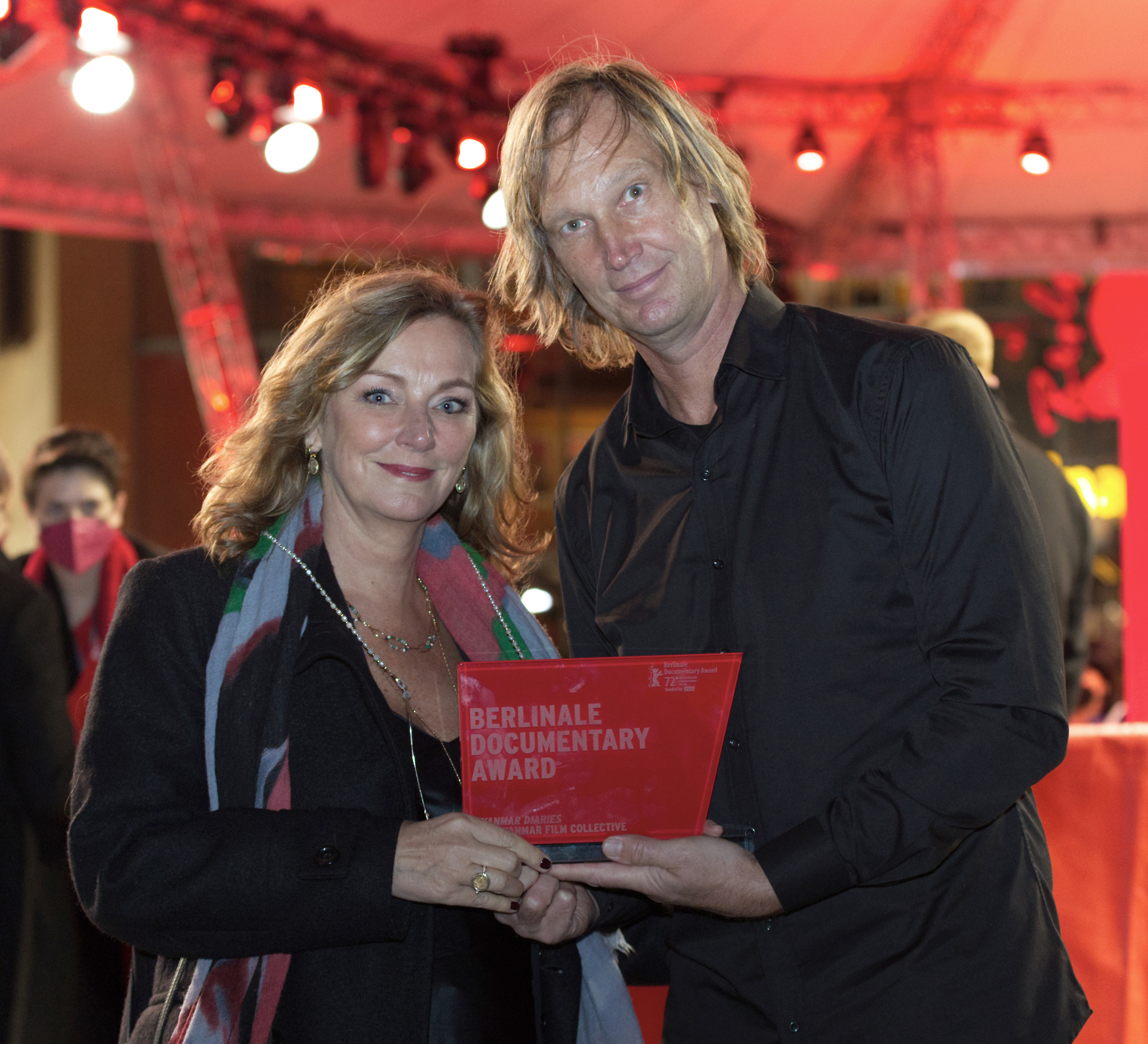
Produzentin Corinne van Egeraat und Petr Lom, Berlinale 2022

### Filmstab
Regie, Drehbuch, Kamera und Montage lagen in den Händen von The Myanmar Film Collective.
Dabei handelt es sich um eine Gruppe von zehn burmesischen Filmschaffenden, die in den 1990er Jahren geboren wurden. Sie begreifen ihre Arbeit als Form des Widerstands und lassen auch unter schwierigsten Bedingungen nicht davon ab. Sie wollen für die Menschen sprechen, die in Myanmar derzeit keine Stimme haben. Dabei bleiben die Filmemacher aus Sicherheitsgründen anonym und es kann im Abspann keine individuellen Credits von burmesischen Gruppenmitgliedern geben. Aus Solidaritätsgründen verzichten auch alle anderen, die am Film beteiligt waren, darauf.

### Produktion und Förderungen
Produziert wurde der Film von Corinne van Egeraat. Die Produzentin und ihr Mann Petr Lom, die bereits einen politischen Kurzfilm über Myanmar gedreht hatten, erhielten als Grundlage für den Film Rohmaterial aus Myanmar. Die Urheber vertrauten darauf, dass die Aufnahmen auf kreative Weise zu einem Film zusammengestellt würden. Zwar war ein Teil des Materials auch schon vorher in den sozialen Medien verfügbar, wegen der sprachlichen Barrieren aber für ein internationales Publikum schwer zugänglich.

### Dreharbeiten und Veröffentlichung
Filmisch bewegt sich der hybride Film ständig zwischen der dokumentarischen und der fiktionalen Ebene hin und her. Der Film feierte am 13. Februar 2022 auf der Berlinale seine Weltpremiere in der Sektion Panorama. Der Filmstart in den Niederlanden erfolgte am 12. Mai 2022. In Deutschland wurde der Film zum ersten Mal am 30. Januar 2023 auf Arte ausgestrahlt.

## Auszeichnungen und Nominierungen
- Internationale Filmfestspiele Berlin 2022:
  - Auszeichnung mit dem Berlinale Dokumentarfilmpreis[6]
  - 3. Platz beim Panorama Publikumspreis (bester Dokumentarfilm)[7]
  - Amnesty International Filmpreis[8]